# Rota (Spagna)
Rota è un comune spagnolo di 28 516 abitanti situato nella comunità autonoma dell'Andalusia. 
È uno dei principali porti spagnoli sull'oceano Atlantico.

## Base aeronavale militare
Dal 1953 è sede territoriale della base aeronavale militare statunitense della U.S. Navy. L'uso delle installazioni militari è congiunto con la Armada Española.
Ha ospitato sino al 2006 il sistema d'antenna di sorveglianza Wullenweber.